# Claude Dejardin
Claude Marie Simon Ernest Dejardin (Luik, 4 april 1938 - Borgworm, 13 maart 2020) was een Belgisch volksvertegenwoordiger.

## Levensloop
Dejardin was een zoon van de socialistische senator Georges Dejardin. In 1959 werd hij administratief bediende bij de INR, de Franstalige radio-omroep. 
In 1971 ging hij met politiek verlof toen hij voor de toenmalige PSB verkozen werd tot lid van de Kamer van volksvertegenwoordigers voor het arrondissement Luik, een functie die hij bekleedde tot in 1987. Als parlementslid specialiseerde hij zich in immigratieproblemen en in het definiëren van de politiek van zijn partij hieromtrent. Door de toenmalige dubbelmandaten zetelde hij gedurende zijn parlementaire loopbaan eveneens in de Cultuurraad voor de Franse Cultuurgemeenschap (1971-1980), de voorlopige Waalse Gewestraad (1974-1977) en de Waalse Gewestraad en de Franse Gemeenschapsraad (1980-1987). Van 1971 tot 1988 was Dejardin ook gemeenteraadslid van Luik.
Nadat hij in 1988 de actieve politiek had verlaten, werd Dejardin ambtenaar bij de Franse Gemeenschap, die hij in het buitenland vertegenwoordigde, onder meer in Algerije.